# Dois Riachos (ort)
Dois Riachos är en ort i Brasilien.   Den ligger i kommunen Dois Riachos och delstaten Alagoas, i den östra delen av landet, 1 400 km nordost om huvudstaden Brasília. Dois Riachos ligger 238 meter över havet och antalet invånare är 4 565.
Terrängen runt Dois Riachos är platt åt sydost, men åt nordväst är den kuperad. Närmaste större samhälle är Santana do Ipanema, 15,9 km väster om Dois Riachos.
Den berömda fotbollsspelaren Marta är född i denna ort.
Omgivningarna runt Dois Riachos är huvudsakligen savann. Runt Dois Riachos är det ganska tätbefolkat, med 65 invånare per kvadratkilometer.